# Eric Heiden
Eric Arthur Heiden (Madison, Wisconsin, 1958. június 14. –) olimpiai bajnok amerikai gyorskorcsolyázó, az 1980-as téli olimpia résztvevője.

## Sportkarrierje
Heiden az első gyorskorcsolyázó, aki ugyanazon a téli olimpián (1980, Lake Placid) mind az öt távon aranyérmet nyert, ezzel a teljesítménnyel ő a legeredményesebb a téli olimpiák történetében. Az 1976-os innsbrucki olimpia 1500 méteres versenyszámában a 7., míg az 5000 méteres távon a 19. helyen zárt, négy évvel később pedig már túlszárnyalta Thunberget, Ballangrudot, Hjalmar Andersent és Schenket is.
Az akkor 21 esztendős Heiden 500 méteren a szovjet Jevgenyij Kulikovval vívott nagy csatát, majd a cél előtti kanyarban elhagyta ellenfelét. 1000 méteren a kanadai Gaétan Boucher próbált lépést tartani vele, ám csaknem két másodperccel kikapott. 1500 méteren Kay Arne Stenshjemmet hiába futott szebben, 1,33 másodperccel alulmaradt Heidennel szemben. A norvégnak az 5000 volt a legjobb száma, ám majdnem egy másodperccel ebben is az amerikai győzött, 10 000-en pedig világcsúccsal nyert Heiden.
1977-ben az első amerikaiként világbajnokságot nyert, és ifjúsági világbajnok lett összetettben. Győzelmeit a következő években megismételte.
Az 1980-as olimpia után korábbi kiegészítő sportjára, a kerékpározásra összpontosított, s 1986-ban rajthoz állt a Tour de France-on is. Később ortopéd sebész lett. Testvére, Beth Heiden szintén gyorskorcsolyázó.

## Legjobb időeredményei

### Világbajnokságokon
| Táv      | Idő      | Dátum                | Helyszín             |
| -------- | -------- | -------------------- | -------------------- |
| junior   |          |                      |                      |
| 1500 m   | 2:02,75  | 1976. január 18.     | Madonna di Campiglio |
| 5000 m   | 7:30,23  | 1977. február 20.    | Inzell               |
| 1500 m   | 1:59,46  | 1977. február 20.    | Inzell               |
| kistávú  | 168,716  | 1977. február 19–20. | Inzell               |
| 3000 m   | 4:16,02  | 1978. február 4.     | Montréal             |
| 5000 m   | 7:23,54  | 1978. február 5.     | Montréal             |
| kistávú  | 166,584  | 1978. február 4–5.   | Montréal             |
| felnőtt  |          |                      |                      |
| 3000 m   | 4:07,01  | 1978. március 2.     | Inzell               |
| 1000 m   | 1:14,99  | 1978. március 12.    | Savalen              |
| nagytávú | 162,973  | 1979. február 10–11. | Oslo                 |
| 1000 m   | 1:14,99  | 1979. február 17.    | Inzell               |
| 3000 m   | 4:06,91  | 1979. március 18.    | Savalen              |
| 1000 m   | 1:13,60  | 1980. január 13.     | Davos                |
| sprint   | 150,250  | 1980. január 12–13.  | Davos                |
| 1500 m   | 1:54,79  | 1980. január 19.     | Davos                |
| 10 000 m | 14:28,13 | 1980. február 23.    | Lake Placid          |

### Az olimpiákon
| Táv      | Idő      | Dátum             | Helyszín    |
| -------- | -------- | ----------------- | ----------- |
| 500 m    | 38,03    | 1980. február 15. | Lake Placid |
| 1000 m   | 1:15,18  | 1980. február 19. | Lake Placid |
| 1500 m   | 1:55,44  | 1980. február 21. | Lake Placid |
| 5000 m   | 7:02,29  | 1980. február 16. | Lake Placid |
| 10 000 m | 14:28,13 | 1980. február 23. | Lake Placid |